# Nagode
Lo Stato di Nagode (noto anche come Nagod o Nagodh o stato di Uchchakalpa) fu uno stato principesco del subcontinente indiano, avente per capitale la città di Unchehara.

## Storia
Nel 1344 la città di Uchchakalpa, attuale Unchahara, venne fondata dal raja Veerraj Judeo nel luogo ove aveva conquistato il forte di Naro a i raja Teli. Nel 1720 lo stato venne rinominato Nagod dalla sua nuova capitale.
Nel 1807 Nagod divenne tributario dello stato di Panna e venne incluso nel sanad garantito a tale stato. Nel 1809, ad ogni modo, Lal Sheoraj Singh venne riconosciuto e confermato nel suo territorio con un sanad separato. Lo stato di Nagod divenne un protettorato inglese dopo il trattato di Bassein del 1820.
Raja Balbhadra Singh venne deposto nel 1831 per aver assassinato suo fratello. Lo stato cadde in un profondo indebitamento e nel 1844 l'amministrazione venne assunta dagli inglesi per tracollo finanziario. Lo stato rimase fedele agli inglesi nel corso dei Moti indiani del 1857 ed ottenne la pargana di Dhanwahl. Nel 1862 il Raja ottenne un sanad permettendo dal 1865 il ristabilimento della dinastia al trono in maniera autonoma.
Lo stato di Nagod fuce parte dell'Agenzia di Baghelkhand dal 1871 al 1931, anno in cui venne trasferito con altri stati minori all'Agenzia del Bundelkhand. L'ultimo raja di Nagod, Shrimant Mahendra Singh, siglò l'ingresso nell'Unione Indiana il 1 gennaio 1950.

## Governanti
La famiglia regnante era composta da membri della dinastia Parihar dei Rajputs e deteneva il titolo ereditario di raja con gli annessi 9 colpi di cannone a salve come saluto ufficiale.

### Raja
- 1685 - 1721 Fakir Shah
- 1720 - 1748 Chain Singh
- 1748 - 1780 Ahlad Singh
- 1780 - 1818 Lal Sheoraj (Shivraj) Singh        (n. 1777 - m. 1818)
- 1818 - 1831 Balbhadra Singh
- 1831 - 23 febbraio 1874 Raghubindh (Raghvendra) Singh      (n. 1821 - m. 1874)
- 23 febbraio 1874 -  4 novembre 1922 Jadubindh (Jadvendra) Singh        (n. 1855 - m. 1922)
- 4 novembre 1922 – 26 febbraio 1926 Narharendra Singh                  (n. 1911 - m. 1926)
- 26 febbraio 1926 – 15 agosto 1947 Mahendra Singh